# Lagenicella neosocialis
Lagenicella neosocialis är en mossdjursart som beskrevs av James Dick och Ross 1988. Lagenicella neosocialis ingår i släktet Lagenicella och familjen Teuchoporidae. Inga underarter finns listade i Catalogue of Life.